# Адампільська сільська рада
Ада́мпільська сільська́ ра́да — адміністративно-територіальна одиниця та орган місцевого самоврядування у Старосинявському районі Хмельницької області. Адміністративний центр — село Адампіль.

## Загальні відомості
Адампільська сільська рада утворена в 1928 році.
- Територія ради: 27,84 км²
- Населення ради: 1 485 осіб (станом на 2001 рік)
- Територією ради протікає річка Домаха

## Населені пункти
Сільській раді були підпорядковані населені пункти:
- с. Адампіль
- с. Липки
- с. Перекора

## Склад ради
Рада складалася з 16 депутатів та голови.
- Голова ради: Сосняк Віктор Васильович
- Секретар ради: Вітвіцька Антоніна Станіславівна

### Керівний склад попередніх скликань
| Прізвище, ім'я, по батькові | Основні відомості                                                         | Дата обрання | Дата звільнення |
| --------------------------- | ------------------------------------------------------------------------- | ------------ | --------------- |
| Сосняк Віктор Васильович    | Сільський голова, 1960 року народження, освіта вища                       | 26.03.2006   | 31.10.2010      |
| Сосняк Віктор Васильович    | Сільський голова, 1960 року народження, освіта вища, член Партії регіонів | 31.10.2010   |                 |

Примітка: таблиця складена за даними сайту Верховної Ради України

### Депутати
За результатами місцевих виборів 2010 року депутатами ради стали:

#### За суб'єктами висування
| Суб'єкт висування                 | Кількість обраних депутатів | %    |
| --------------------------------- | --------------------------- | ---- |
| Самовисування                     | 10                          | 62,5 |
| Народна партія                    | 5                           | 31,3 |
| Політична партія «Сильна Україна» | 1                           | 6,3  |

#### За округами
| № округу                          | Прізвище, ім'я, по батькові       | Дата визнання обраним | Освіта             | Партійна приналежність                        | Відомості про обраного депутата             |
| --------------------------------- | --------------------------------- | --------------------- | ------------------ | --------------------------------------------- | ------------------------------------------- |
| Народна Партія                    |                                   |                       |                    |                                               |                                             |
| 1                                 | Полонська Наталія Миколаївна      | 01.11.2010            | середня спеціальна | член Народної партії                          | Адампільський дитячий садок, касир          |
| 2                                 | Борбич Наталія Іванівна           | 01.11.2010            | вища               | член Народної партії                          | Адампільська загальноосвітня школа, вчитель |
| 11                                | Котик Оксана Костянтинівна        | 01.11.2010            | середня спеціальна | член Народної партії                          | ПП «Подільська Агро-Мартка», бухгалтер      |
| 14                                | Літвінчук Володимир Володимирович | 01.11.2010            | середня            | член Народної партії                          | тимчасово не працює                         |
| 15                                | Вітвіцька Антоніна Станіславівна  | 01.11.2010            | середня спеціальна | член Народної партії                          | Адампільська сільська рада, секретар        |
| Політична партія «Сильна Україна» |                                   |                       |                    |                                               |                                             |
| 4                                 | Вітвицький Олег Станіславович     | 01.11.2010            | середня            | член Політичної партії «Сильна Україна»       | приватний підприємець                       |
| Самовисування                     |                                   |                       |                    |                                               |                                             |
| 3                                 | Рибак Іван Миколайович            | 01.11.2010            | вища               | позапартійний                                 | Ветеринарна аптека, продавець               |
| 5                                 | Боб'як Олександр Миколайович      | 01.11.2010            | середня спеціальна | член Всеукраїнського об'єднання «Батьківщина» | Залізнична дорога, залізничник              |
| 6                                 | Вітомська Катерина Вікторівна     | 01.11.2010            | середня спеціальна | позапартійна                                  | тимчасово не працює                         |
| 7                                 | Остапчук Микола Володимирович     | 01.11.2010            | середня            | член Всеукраїнського об'єднання «Батьківщина» | Залізнична дорога, залізничник              |
| 8                                 | Вишнівська Валентина Віталіївна   | 01.11.2010            | вища               | член Всеукраїнського об'єднання «Батьківщина» | Адампільська загальноосвітня школа, вчитель |
| 9                                 | Рибак Олег Зіновійович            | 01.11.2010            | середня            | член Всеукраїнського об'єднання «Батьківщина» | ЗАТ «Стіомі-Холдінг», охоронець             |
| 10                                | Юзва Галина Михайлівна            | 01.11.2010            | середня спеціальна | позапартійна                                  | Адампільський дитячий садок, завідувачка    |
| 12                                | Мушкет Василь Сергійович          | 01.11.2010            | середня            | позапартійний                                 | тимчасово не працює                         |
| 13                                | Шевчук Оксана Миколаївна          | 01.11.2010            | середня спеціальна | позапартійна                                  | тимчасово не працює                         |
| 16                                | Бухенко Ірина Феліксівна          | 01.11.2010            | середня            | позапартійна                                  | Адампільська ТРП, продавець                 |